# Michael Boogerd
Michael Boogerd (Hága, 1972. május 28. –) holland profi kerékpárversenyző. Háromszor nyerte meg hazájában a nemzeti bajnok címet, 1999-ben első lett a Párizs-Nizza és az Amstel Gold Race versenyen, továbbá két Tour de France szakaszgyőzelmet jegyez. 2007-ben visszalépett az aktív versenyzéstől.

## Pályafutása
Sportolói pályafutása után a holland Roompot Oranje csapat vezetője lett.
2013-ban elismerte, hogy sportolóként EPO-t használt, és vérátömlesztésben is részesült. Ezért 2016-ban 2017. december 21-ig eltiltották, amely már csak a sportvezetői tevékenységét érintette.